# 本体论证明
本体论证明（Ontological argument）是证明上帝存在的一种理论，属于先验性的证明方式。该理论最早由中世纪哲学家伊本·西那和安瑟伦提出。后世的哲学家，包括谢哈布丁·苏哈拉瓦迪（Shahab al-Din Suhrawardi）、勒内·笛卡儿、戈特弗里德·莱布尼茨、诺曼·马尔康姆（Norman Malcolm）、阿尔文·普兰丁格等都从不同角度发展了本体论证明。而数学家库尔特·哥德尔还通过模态逻辑给出了本体论证明的数学表达式。
本体论证明是一个在哲学界中颇具争议的话题。许多哲学家，包括高尼罗、托马斯·阿奎那、大卫·休谟、伊曼努尔·康德、戈特洛布·弗雷格、伯特兰·罗素等都曾公开地对其进行过批评。而包括安萨里、伊本·鲁世德、穆拉·萨德拉（Mulla Sadra）在内的伊斯兰哲学家们也都各自批评过安瑟伦的论证，其中穆拉·萨德拉还提出过一个替代的论证。
本体论证明通过“如果我们能设想到最伟大的存在，那么它必然存在”来证明上帝的存在。这一论证常被认为是一种单纯断言的逻辑谬误，因为它没有提供任何已被证实的前提条件。另外，它通常还被认为是循环论证，因为其前提与结论相互依赖。
本体论证明的几个主要版本的区别在于所使用的上帝概念不同。如安瑟伦将上帝表述为“能想象得到的最伟大的存在”，而笛卡尔则表述为“绝对完美的存在”。